# Mutatio ad Duodecim (Виа Егнация)
Mutatio ad Duodecim е археологически обект, римска пътна станция, на Виа Егнация, край воденското село Друшка (Дросия), Гърция.
Станцията е разкрита източно от Друшка. Тя е от типа мутацио, станция за кратка почивка, разположена на 12-ата миля от Едеса. В 1999 година е обявена за защитен археологически паметник.